# Mapa de Madaba

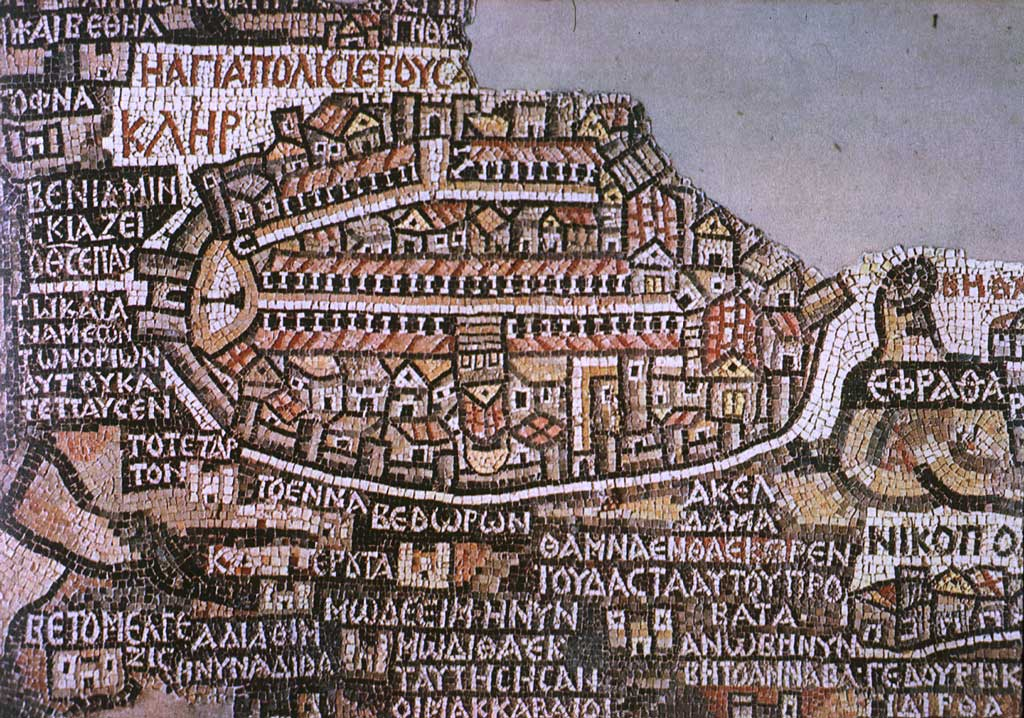
Jerusalém no mapa de Madaba.

O mapa de Madaba (também conhecido como o mosaico de Madaba) é uma parte do mosaico que cobre o chão da igreja bizantina de São Jorge em Madaba (Jordânia). O mapa de Madaba é a representação mais antiga em mapa de Jerusalém e da Terra Santa preservado. Data do século VI.

## História
O mapa em mosaico de Madaba, mostra a Nova Igreja em Jerusalém, que foi consagrada em 20 de Novembro 542. Na figura estão ausentes edifícios construídos após 570, de modo que o período de tempo em que foi criado o mapa é limitado aos anos entre 542 e 570. O mosaico foi feito por artistas anônimos, membros provavelmente da comunidade cristã de Madaba, onde na época havia um bispo. Em 614, o Império Sassânida conquistou Madaba. No século VIII os governantes muçulmanos da dinastia Omíada, eliminaram algumas figuras do mosaico. Em AD 746 um terremoto destruiu a maior parte de Madaba foi abandonada. O mosaico foi redescoberto em 1894 durante a construção de uma nova Igreja Ortodoxa no lugar da sua antecessora. Nas décadas seguintes, várias partes do mosaico foram danificadas pelo fogo, atividades na igreja nova e os efeitos da umidade. Em dezembro de 1964, a Fundação Volkswagen doou ao "Verein Deutscher für die Erforschung Palästinas" (Sociedade Alemã para a Exploração da Palestina) 90.000 marcos para a conservação do mosaico. Em 1965, os  arqueólogos Heinz Cüppers e Herbert Donner realizam a restauração de partes do mosaico.

## Descrição
O mosaico está localizado na igreja de St. George em Madaba. Ao contrário dos mapas modernos não orientados para o norte, mas para o leste, onde se encontra o altar. Originalmente medida 21 x 7 m. e consistiu em mais de dois milhões peças.  Suas dimensões atuais são de 16 x 5 m.

### Representação topográfica
O mapa mostra a área do Líbano (norte) para o delta do Nilo (sul) e do Mar Mediterrâneo (oeste) e o deserto árabe. Entre outras características geográficas, o Mar Morto com dois barcos de pesca, várias pontes que ligam as margens do rio Jordão, um leão (quase irreconhecível devido à introdução de tesserae novo durante o período dos iconoclastas) perseguindo uma gazela no deserto de Moab, Jericho rodeada por palmeiras, Belém e outros cenários da história bíblica do cristianismo. Servia como um mapa para orientar os peregrinos em seu caminho para a Terra Santa. A paisagem é marcada com explicações em grego. Nele aparecem cerca de 150 cidades e aldeias, todas rotuladas.

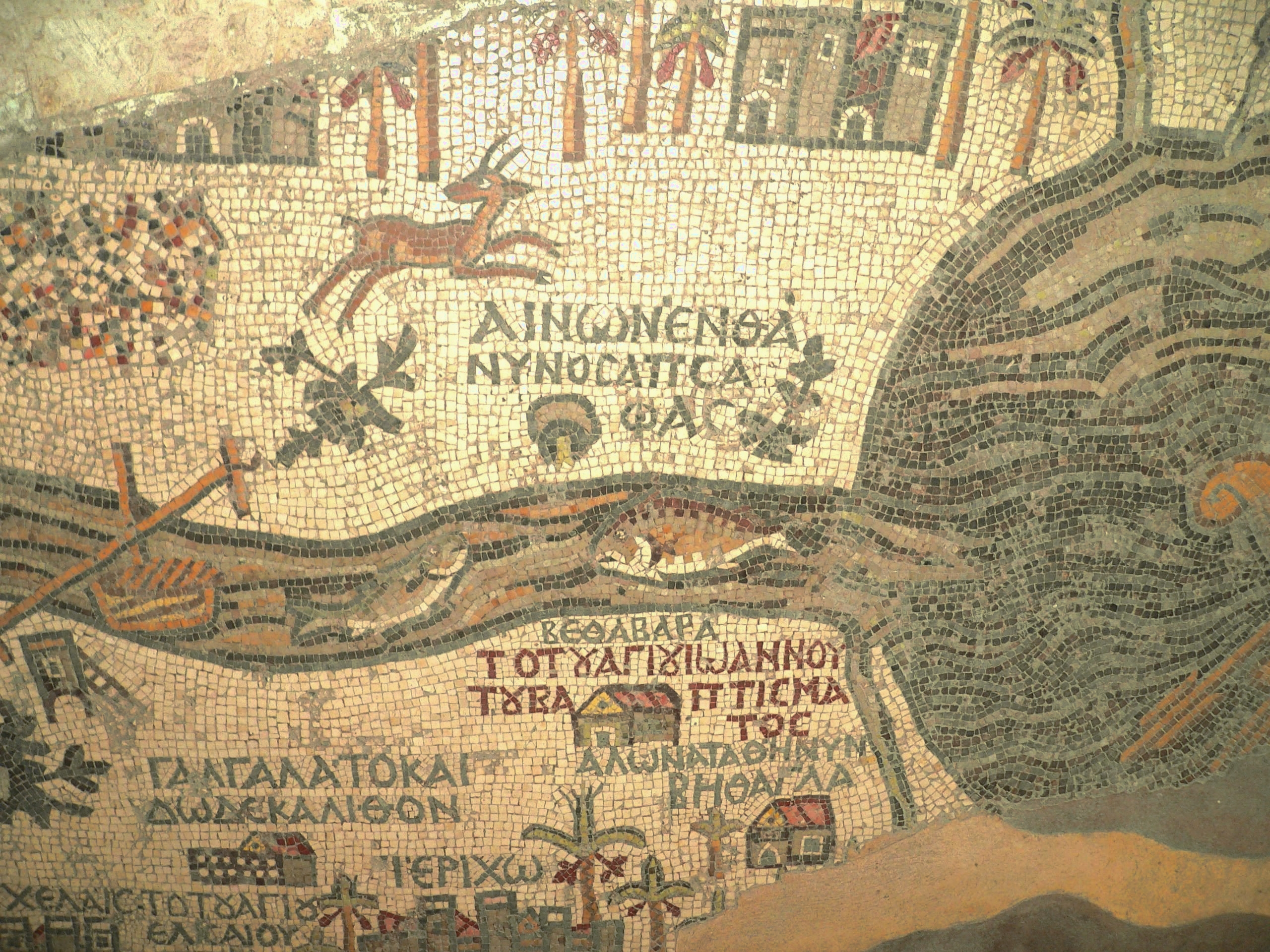
Lugar do batismo de João Batista, na foz do Jordão e um leão (quase obliterado) tentando caçar uma gazela.

O elemento maior, no centro do mapa, é a descrição topográfica detalhada de Jerusalém.
O mosaico claramente mostra vários edifícios importantes da cidade velha: o Portão de Damasco, a Porta dos Leões, a Golden Bridge, o Portão de Sião, a Igreja do Santo Sepulcro, a Igreja da Teótoco, a Torre de David e o Cardo Máximo Estas vistas reconhecíveis  da topografia urbana no mosaico, torna este uma fonte importante para aprender sobre a Jerusalém bizantina. Igualmente importantes são as imagens de cidades como Nablus, Ascalão, Gaza, Pelúsio e Queraque.

## Importância científica
O mapa de Madaba é o mais antigo mosaico geográfico conhecido na história da arte. É muito importante para a localização e verificação de cenas bíblicas. O mapa desempenhou um papel importante na resposta à localização topográfica de Asquelom (no mapa Ascalã). Em 1967, as escavações no bairro judeu de Jerusalém revelaram que a Igreja Nova e o cardo máximo estavam no local indicado pelo mapa de Madaba.
Em 10 de fevereiro de 2010, novas escavações confirmaram a precisão do mapa, com a descoberta de uma rota que aparece nele e corre para baixo do centro de Jerusalém.

## Cópias do mapa de Madaba
Existe uma cópia do mapa-mosaico de Madaba, na coleção do Instituto de Arqueologia da Universidade de Gottingen. A fizeram os arqueólogos da Rheinisches Landesmuseum em Trier durante o trabalho de conservação que se desenvolveu em Madaba, em 1965. Existe outra cópia, feita por alunos da escola de mosaicos de Madaba e está no Kunstmuseum Akademisches em Bonn.

## Galeria de imagens

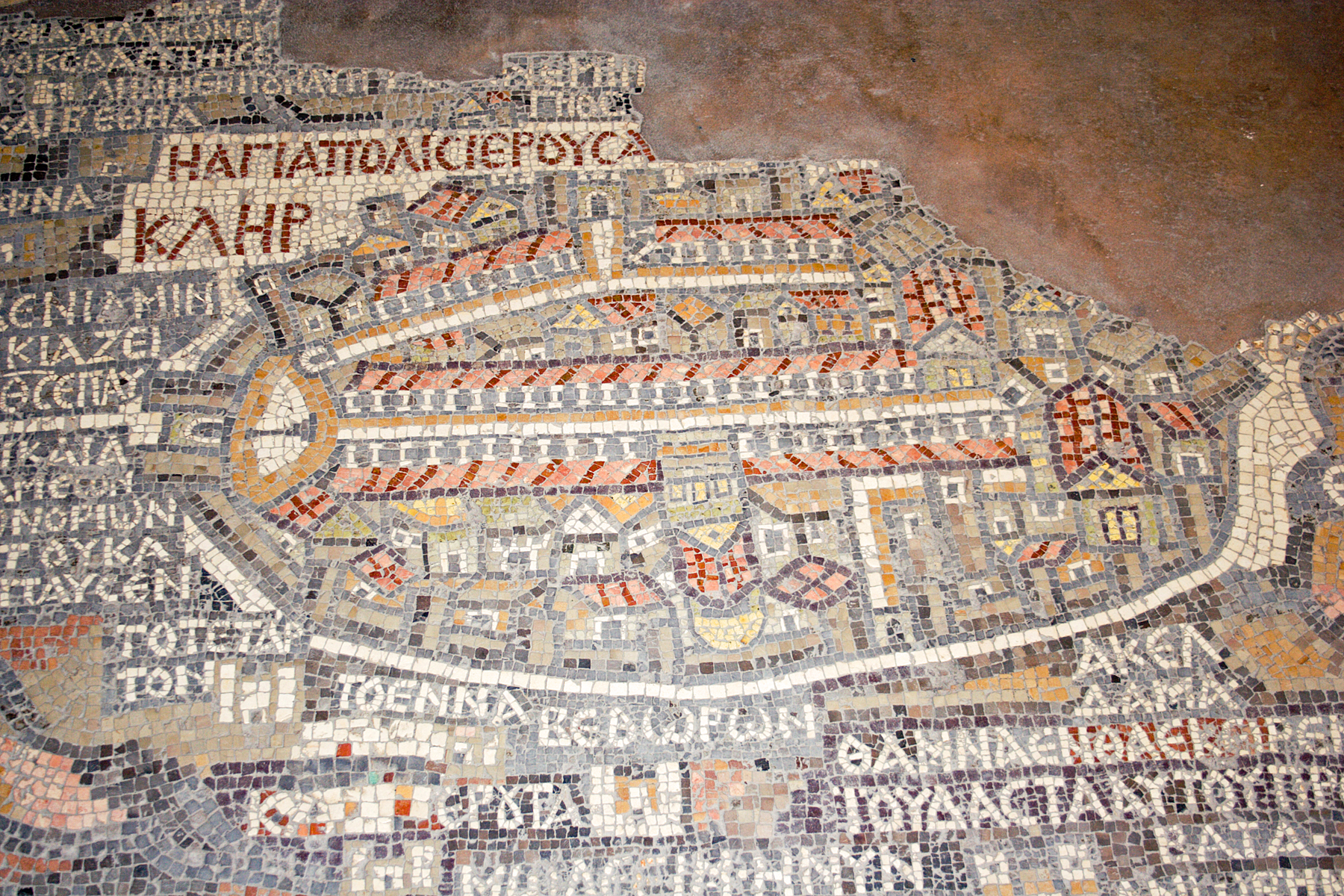
Jerusalén no mapa mosaico de Madaba
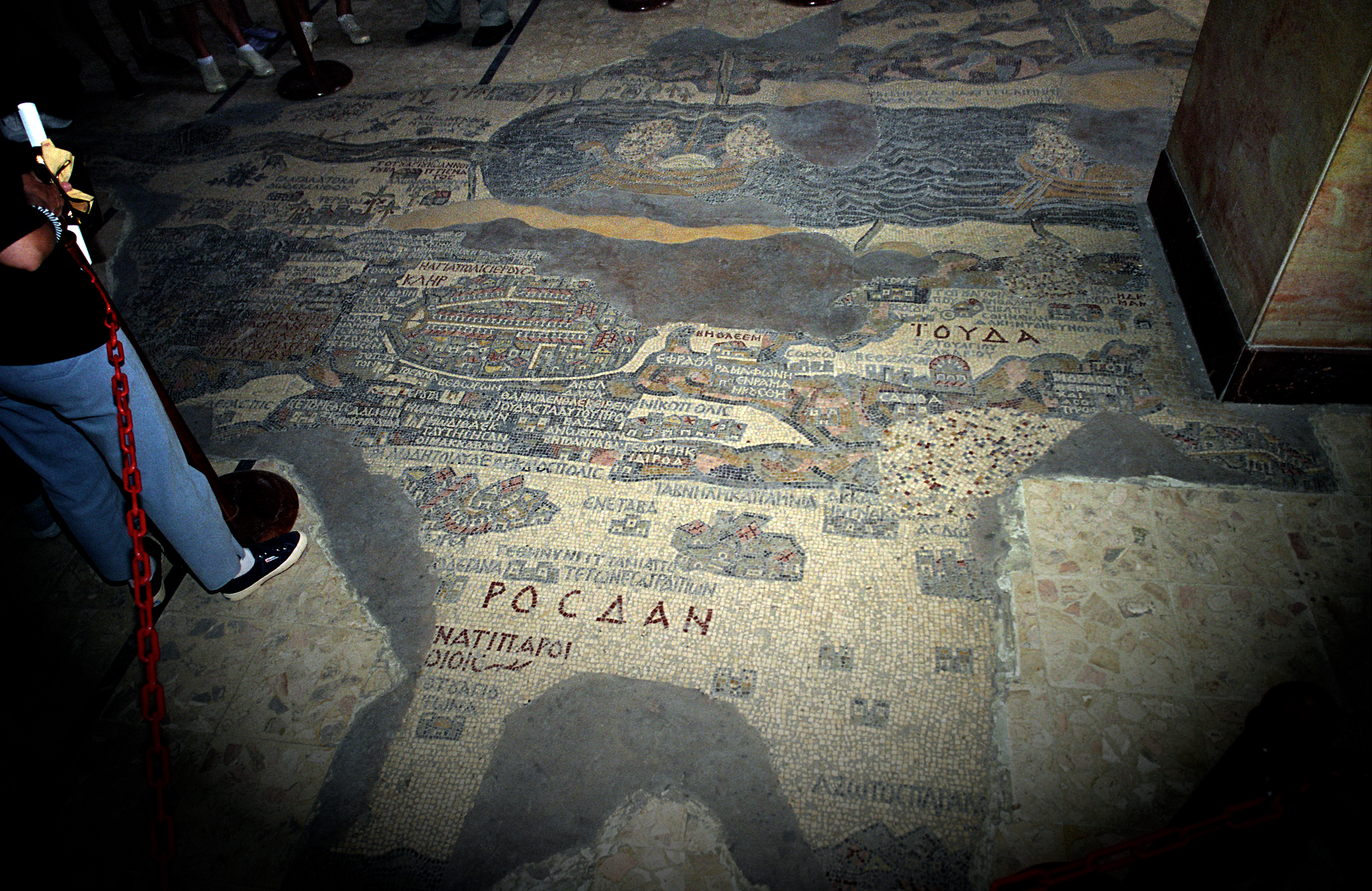
Mapa-mosaico de Madaba - Basílica ortodoxa grega de São Jorge em Madaba
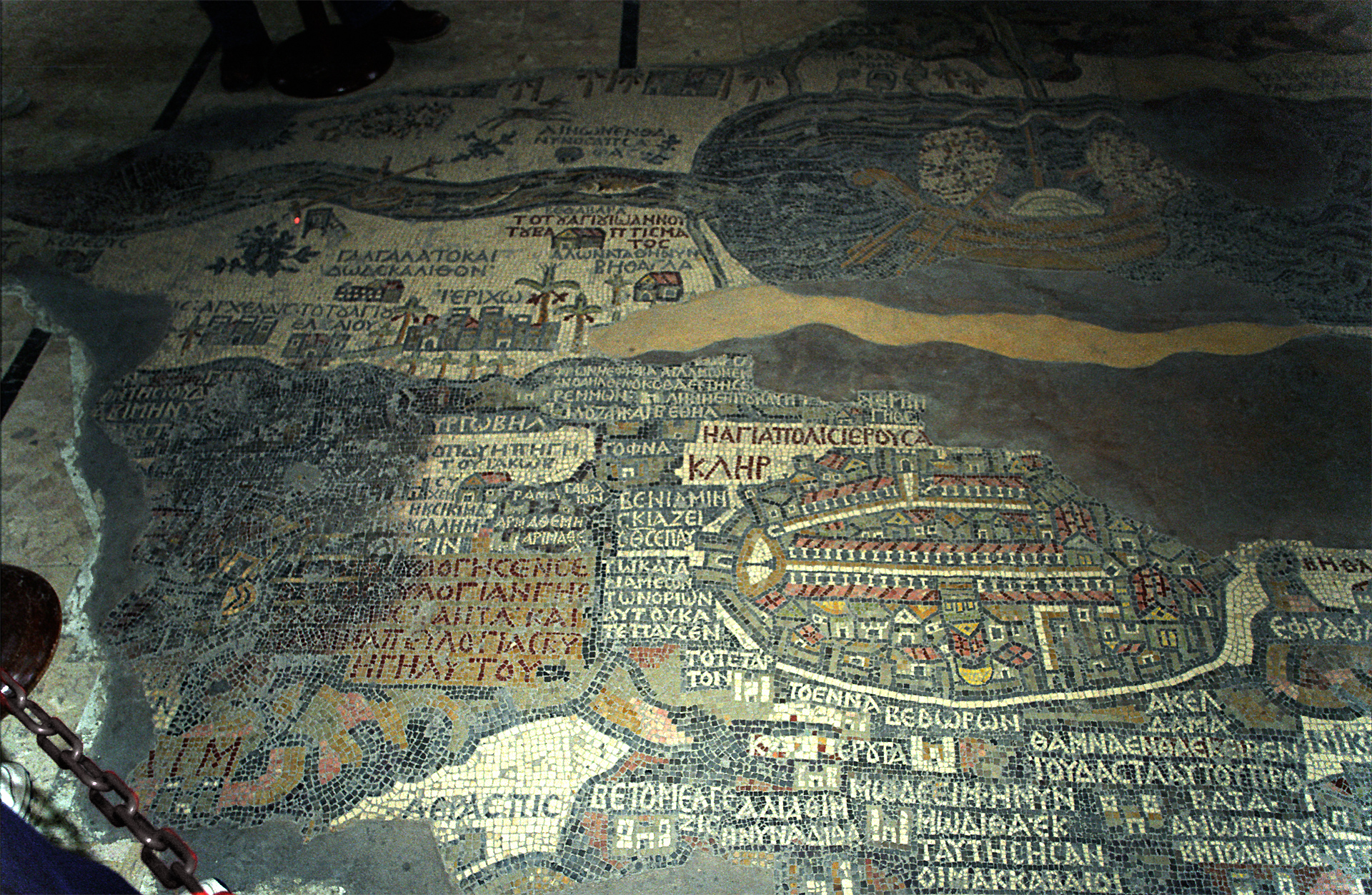
Mapa-mosaico de Madaba - Basílica ortodoxa grega de São Jorge em Madaba
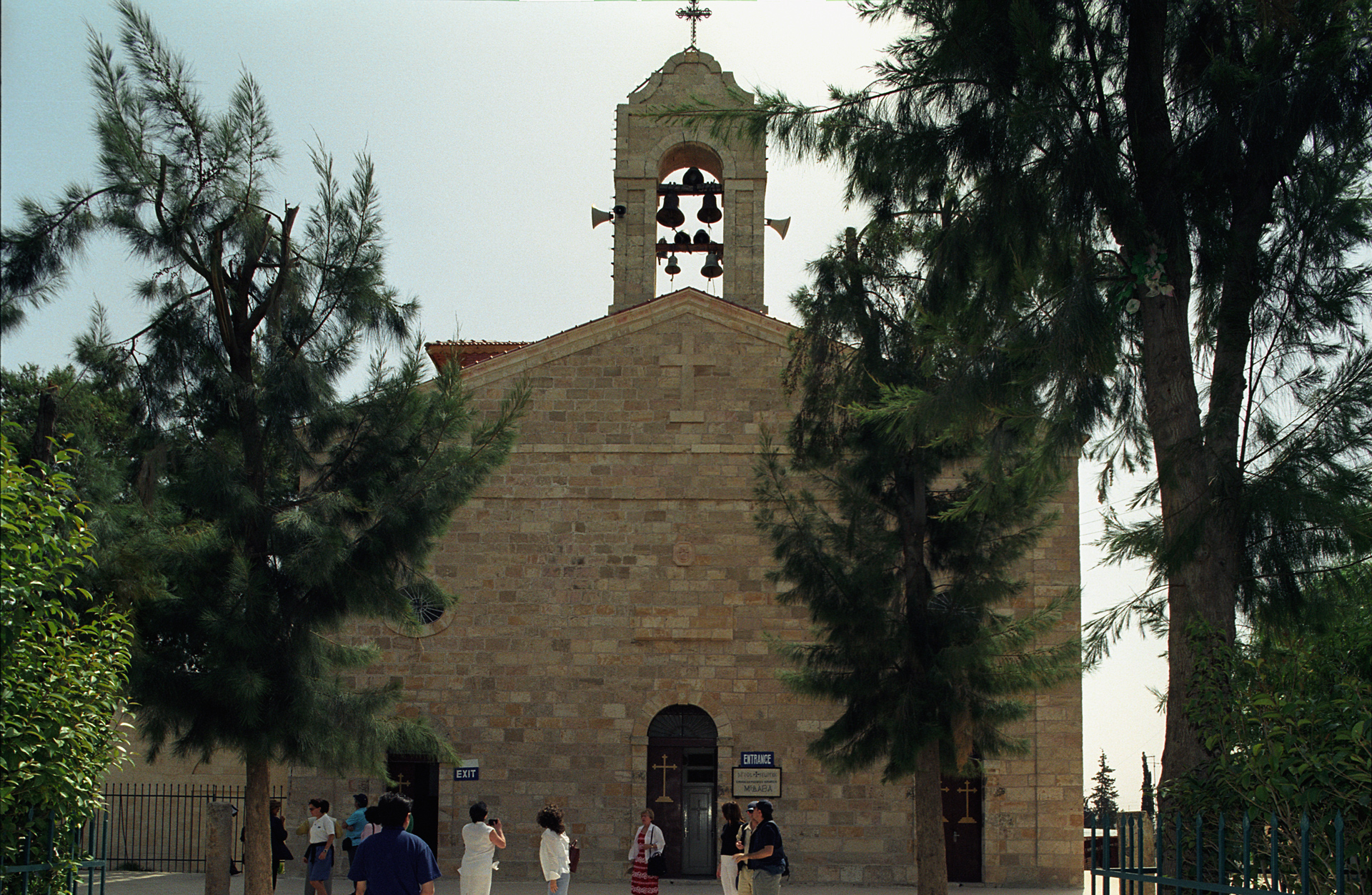
Madaba, Basílica ortodoxa grega de São Jorge

## Bibliografía
- Herbert Donner: The Mosaic Map of Madaba. Kok Pharos Publishing House, Kampen 1992, ISBN 90-390-0011-5
- Herbert Donner, Heinz Cüppers: Die Mosaikkarte von Madeba. Abhandlungen des Deutschen Palästinavereins 5, Harrassowitz, Wiesbaden 1977 ISBN 3-447-01866-6
- Michael Avi-Yonah: The Madaba mosaic map. Israel Exploration Society, Jerusalem 1954
- Michele Piccirillo: Chiese e mosaici di Madaba. Studium Biblicum Franciscanum, Collectio maior 34, Jerusalem 1989 (Arabische Edition: Madaba. Kana'is wa fusayfasa', Jerusalem 1993)
- Kenneth Nebenzahl: Maps of the Holy Land, images of Terra Sancta through two millennia. Abbeville Press, New York 1986, ISBN 0-89659-658-3
- Adolf Jacoby: Das geographische Mosaik von Madaba, Die älteste Karte des Heiligen Landes. Dieterich’sche Verlagsbuchhandlung, Leipzig 1905